# Polipo cervicale
Per polipo cervicale si intende una neoformazione benigna che origina dall'epitelio della cervice uterina. Come per i polipi endometriali, rappresenta una causa frequente di sanguinamento uterino atipico e si manifesta più frequentemente nelle donne in età pre-menopausale.

## Etiopatogenesi
I polipi cervicali sono formazioni neoplastiche benigne che originano dall'epitelio cilindrico monostratificato della porzione interna della cervice uterina in seguito ad uno stimolo infiammatorio costante o all'esposizione a livelli anormali di estrogeni.

## Profilo clinico
Come per i polipi endometriali, la maggior parte dei polipi cervicali sono asintomatici. In alcuni casi possono essere causa di sanguinamento uterino anomalo come metrorragia, spotting, menorragia, sanguinamento durante l'atto sessuale ma anche di dispareunia e perdite vaginali bianco-giallastre (leucorrea).

## Profilo diagnostico
I polipi cervicali vengono comunemente diagnosticati in corso di esame obiettivo ginecologico; si presentano come formazioni esotiche (sporgenti) sottili e friabili ricoperte di muco e di colore "rosso vinoso" con base con visibile e corpo aggettante in vagina. Il completamento diagnostico si effettua tramite ecografia transvaginale al fine di valutare eventuali polipi endometriali sincroni.

## Terapia
Durante l'esame obiettivo ginecologico è possibile rimuovere rapidamente il polipo attraverso semplici pinze ad anello. La manovra è completamente indolore e non è necessaria l'anestesia locale. In caso di sanguinamento (raro e comunque contenibile) è possibile cauterizzare la base d'impianto del polipo; con queste metodiche, i polipi cervicali si ripresentano raramente.
Il polipo deve essere conservato in formalina ed inviato in anatomia patologica per l'esame istologico. Benché evenienza estremamente rara (< 1%), i polipi possono infatti contenere isole carcinomatose.